# Secret Weapon (альбом)
Secret Weapon — це восьмий студійний альбом панк-рок гурту MxPx. Звук альбому походить від початкового звучання.
Secret Weapon доступний в трьох різних версіях:
- Стандартна версія з 16 доріжками
- Подвійна 12-дюймова вінілова версія з особливими творами мистецтва
- Спеціальне видання з DVD «Making of..», нові твори та три додаткові композиції

## Список композицій
Всі пісні написані Майком Еррерою.
| #     | Назва                                                                                            | Тривалість |
| ----- | ------------------------------------------------------------------------------------------------ | ---------- |
| 1.    | «Secret Weapon» (разом з Браяном Бейкером з Bad Religion)                                        | 2:06       |
| 2.    | «Shut It Down» (разом з Tim Pagnotta з Sugarcult)                                                | 2:59       |
| 3.    | «Here's to the Life»                                                                             | 2:57       |
| 4.    | «Top of the Charts»                                                                              | 2:33       |
| 5.    | «Punk Rawk Celebrity»                                                                            | 2:42       |
| 6.    | «Contention»                                                                                     | 1:16       |
| 7.    | «Angels»                                                                                         | 3:15       |
| 8.    | «Drowning»                                                                                       | 3:50       |
| 9.    | «Chop Shop»                                                                                      | 2:14       |
| 10.   | «You're on Fire»                                                                                 | 3:18       |
| 11.   | «Bass So Low»                                                                                    | 3:37       |
| 12.   | «Sad Sad Song»                                                                                   | 2:44       |
| 13.   | «Never Better Than Now»                                                                          | 2:47       |
| 14.   | «Biting the Bullet (Is Bad for Business)»                                                        | 3:18       |
| 15.   | «Not Nothing»                                                                                    | 3:06       |
| 16.   | «Tightly Wound / All About Nothing» (прихований трек - разом з Бенджі Медденом з Good Charlotte) | 6:29       |
| 49:54 |                                                                                                  |            |

### Вінілове та спеціальне видання
| #   | Назва                                                              | Тривалість |
| --- | ------------------------------------------------------------------ | ---------- |
| 17. | «The Hoo-Ha Jangle»                                                | 3:29       |
| 18. | «Madcap Scheme»                                                    | 2:10       |
| 19. | «Throw Your Body in the Air / All About Nothing» (прихований трек) | 6:38       |

## Учасники запису
- Майк Еррера — бас-гітара, вокал
- Том Висневський — гітара, бек-вокал
- Юрій Рулі — ударні, перкусія